# Сражение в Лему (1808)
Сражение в Лему (Лемо) — сражение Русско-шведской (Финской) войны. Произошло 7 (19) июня 1808 года у города Турку (в XIX веке назывался по-шведски Або) между шведскими войсками, высадившимися на побережье с целью отвоевать город, и российскими войсками, его удерживавшими с марта того же года. В результате русские войска сохранили контроль над Турку.

## Предыстория
Летом 1807 года между Александром I и Наполеоном был заключён Тильзитский мир, завершивший Войну четвёртой коалиции 1806 — 1807 годов. Согласно секретному соглашению Российская империя обязалась присоединиться к континентальной блокаде против Англии, а также обязалась заставить Швецию (король Густав IV) разорвать отношения с Англией.
Несмотря на продолжительные переговоры сделать этого не удалось, и в феврале 1808 года части русской императорской армии под командованием генерала Фёдора Буксгевдена перешли русско-шведскую границу и начали наступление на столицу княжества город Або. Формальное объявление войны с русской стороны последовало только 16 марта, когда было получено известие, что король, узнав о переходе русских войск через границу, приказал арестовать всех находившихся в Стокгольме членов русского посольства.
10 (22) марта войска генерала Дмитрия Шепелева без боя заняли Або, крупнейший город и административный центр Финляндии.
Через неделю, 16 (28) марта марта, была опубликована декларация Александра I: «Его Императорское Величество возвещает всем державам европейским, что отныне часть Финляндии, которая доселе именовалась шведскою, и которую войска российские не иначе могли занять, как выдержав разные сражения, признаётся областью, российским оружием покорённою, и присоединяется навсегда к Российской Империи».
А 20 марта (1 апреля) последовал манифест императора «О покорении шведской Финляндии и о присоединении оной навсегда к России», обращённый к населению России. В нём значилось: «Страну сию, оружием Нашим покорённую, Мы присоединяем отныне навсегда к Российской Империи, и вследствие того повелели Мы принять от обывателей её присягу на верное Престолу Нашему подданство». Манифестом было объявлено о присоединении Финляндии к России в качестве Великого княжества. Русское правительство обязывалось сохранять её прежние законы и сейм.

## План операции
25 мая дан приказ[кем?][кому?] о высадке, которая должна быть проведена в районе Турку-Уусикаупунки. Задачей войск под командованием генерала Эрнста фон Вегесака первоначально было отбить Турку, но позже задачей десанта стало соединиться с армией Клингспора. На 70 кораблях 2600 шведских солдат пересекли Архипелаговое море. Командующий шведской флотилии, адмирал Гельмширна (швед. Claes Hjelmstjerna), высадил 7 июня (ст.ст.) около Лемо отряд генерала Вегесака (до 4 тыс. чел., при 6 орудиях). Задачи Вегесака осложнялись недостаточным знанием финского побережья, устаревшими картами и неопытными солдатами. Впоследствии современники критиковали в Швеции этот десант за плохую подготовку.

## Ход сражения

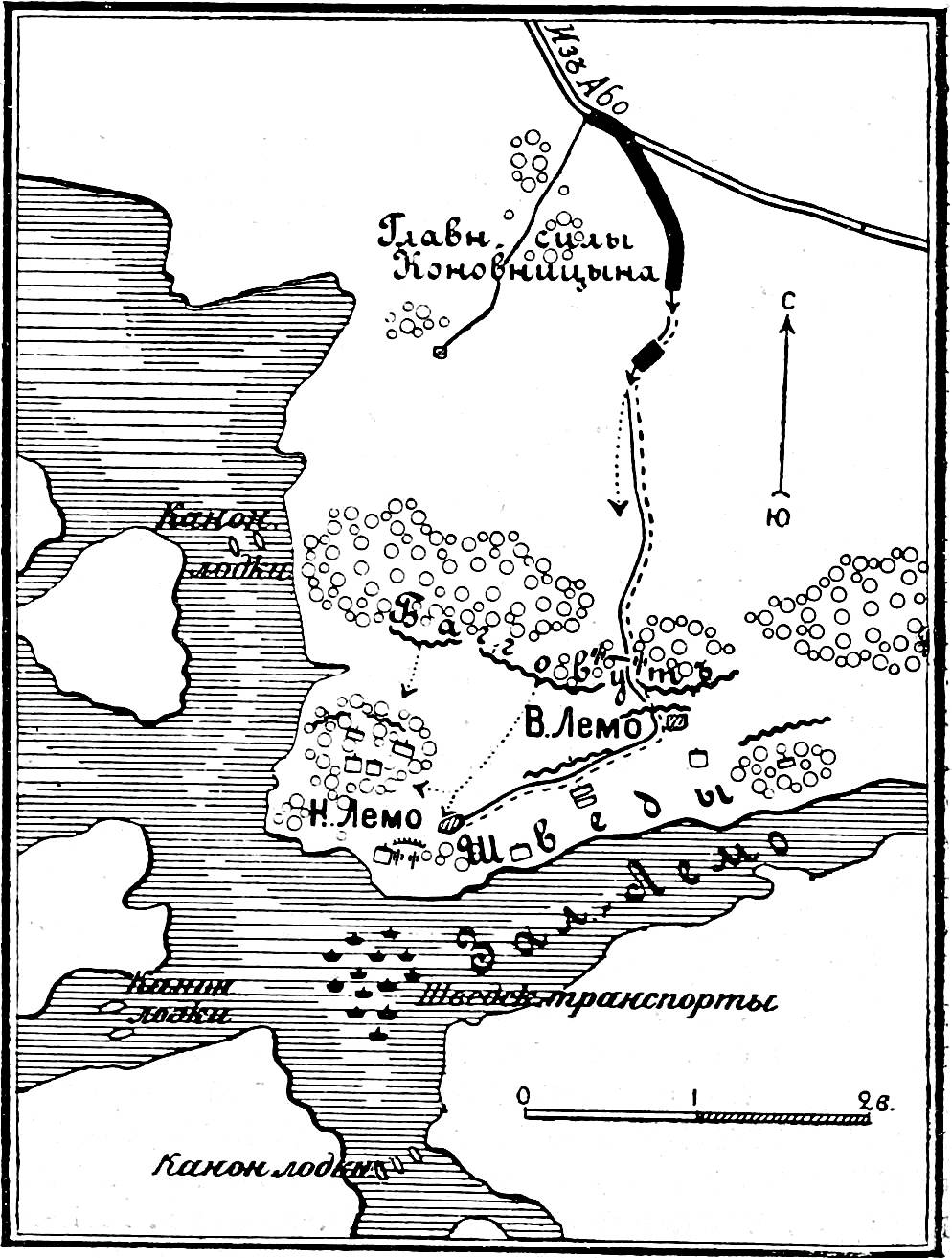
Театр военных действий
(рисунок из статьи «Лемо»
«Военная энциклопедия Сытина»)

Флот прибыл незамеченным к мысу Лемуниеми в 22 верстах южнее Або (ныне Каарина) 19 июня. Когда во второй половине дня высадка началась, у Пер-Йохан Экборна, владельца усадьбы Ала-Лему находился казачий дозор. Они заметили высадку, и поспешили в Або сообщить об увиденном. Вегесак, оставив одну часть своего отряда на берегу для постройки временных укреплений, с другой двинулся к городу.
В Або находился граф Фёдор Буксгевден, а недалеко от города генерал Карл Багговут, временно заступивший на место Багратиона и до его приезда командовавший 21-й пехотной дивизией. Узнав о высадке шведского десанта, Буксгевден выслал на встречу противнику батальон Либавского мушкетёрского полка с одним орудием и под командованием полковника Вадковского, а также приказал всем находившимся в окрестностях Або русским войскам спешить в город.
Высланный навстречу шведам батальон, подавляемый превосходством сил, вынужден был отступать, неся большие потери от огня неприятельских стрелков. Прибытие генерала Багговута с подкреплениями выручило его из этого критического положения.
Шведские войска, однако, продолжали вести упорный бой, пользуясь пересечённой местностью, и только прибытие генерала Коновницына с 2 батальонами заставило их отступить к месту высадки. После 14-часового сражения десант был отбит.
Российские канонерские лодки, посланные с целью атаковать десантный пункт, опоздали — шведские войска под прикрытием огня тяжёлых корабельных орудий смогли сесть на суда и уйти в море. Поначалу они отплыли к островам Нагу и Корпо.
Несмотря на небольшое преимущество русских, обе стороны понесли почти равные потери: 217 русских солдат и 216 шведов. Часть их пала в бою, часть погибла позже от ран.

## Память

Умирающий солдат

Во дворе усадьбы Ули-Лему находилась часовня Сведенборг, где отпели погибших, и где в подвале хранились тела до погребения. На земле усадьбы поставлен летом 2008 памятник «Умирающий солдат», выполненный Хейди Лимнелл в память о погибших. Памятник изображает Вянрикки Столя из одноимённого цикла стихотворений Рунеберга.

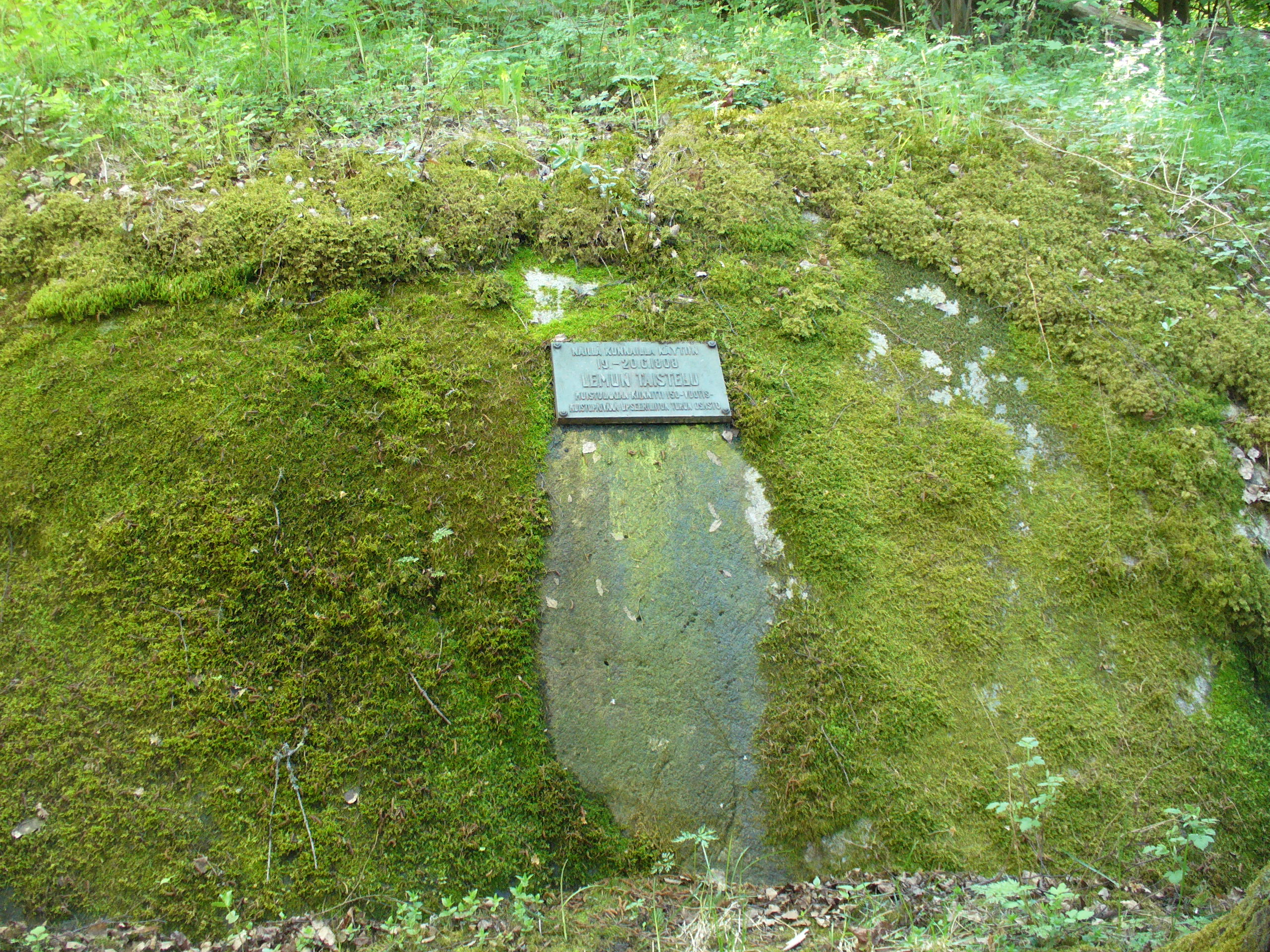
Памятная плита от союза офицеров

В усадьбе Ули-Лему, напротив маслобойни о войне напоминает прикреплённая к скале металлическая плита, дар Союза офицеров (фин. Upseeriliitto) 1958 года к 150-летию события. Следы сражения видны и вблизи берега у Ала-Лему — земляные валы захоронений.